# 藍淑貞
藍淑貞（1946年—），屏東縣里港鄉人。高雄師範學院國文系畢業。曾任台南高商教師。現任紅樹林台語文推展協會會長、菅芒花台語文學會常務理事。著有台語詩集《思念》、《台灣圓仔花》。台語文學評論者方耀乾認為：「其詩具女性溫柔婉約的風格，尤以對親情和社會關懷的詩作最能呈現深情款款的一面。」其詩篇〈思念阿母〉、〈劫數〉，收錄在林央敏主編的前衛版台語詩選集《台語詩一世紀》裡。

## 資料來源及註解
1. ↑  方耀乾/著，《台語文學史簡冊：台語文學的起源與發展》，自費出版，2005年，頁26。
2. ↑  林央敏/編，《台語詩一世紀》，前衛出版社，2005年，頁198。